# Orphan 55
"Orphan 55" là tập phim thứ ba của phần mười hai loạt phim truyền hình khoa học viễn tưởng Doctor Who, phát sóng trên BBC One vào ngày 12 tháng 1 năm 2020. Tập phim được Ed Hime biên kịch và Lee Haven đạo diễn.
Tập phim có sự tham gia của Jodie Whittaker trong vai Doctor thứ 13 cùng với Bradley Walsh, Tosin Cole, và Mandip Gill trong vai những người bạn đồng hành của cô - Graham O'Brien, Ryan Sinclair và Yasmin Khan.

## Nội dung
Doctor, Graham, Ryan và Yaz được đưa đến Khu nghỉ dưỡng Tranquility thông qua một khối vận chuyển cho một kỳ nghỉ trọn gói. Họ được chào đón bởi nhân viên tiếp tân, Hyph3n. Khi Ryan lấy đồ ăn nhẹ từ máy bán hàng tự động, anh bị nhiễm vi rút Hopper, ngay sau đó đã được Doctor trích xuất ra khỏi cơ thể anh. Trong quá trình hồi phục, anh gặp một vị khách khác, Bella. Trong khi đó, một sự đột nhập vật lý đã diễn ra, hành khách được yêu cầu tới khu vực dịch chuyển. Doctor thuyết phục Hyph3n cho cô vào "nhà kho", đây thực ra là một căn phòng bảo mật với kho vũ khí, tại đây họ đã gặp Kane. Doctor trở nên nghi ngờ khi phát hiện ra rằng khu nghỉ dưỡng cần có một màng ion để bảo vệ - thứ hiện tại đã bị tắt. Những sinh vật lạ đột nhập vào khu nghỉ dưỡng bắt đầu giết hành khách. Mọi việc tồi tệ hơn khi vi rút Hopper cũng tìm được đường vào hệ thống của khu nghỉ dưỡng, vô hiệu hóa thiết bị dịch chuyển và camera an ninh.
Những người còn sót lại, thợ cơ khí của khu nghỉ dưỡng, con trai ông - Sylas và một người phụ nữ lớn tuổi - Vilma, gặp nhau trong "nhà kho", nhưng Vilma thông báo Benni, người yêu của bà, đã mất tích. Doctor xây dựng lại một màng ion mới để xua đuổi các sinh vật lạ. Hiện tại khu nghỉ dưỡng đã an toàn, Kane xác định các sinh vật lạ là loài Dregs bản địa. Sau đó mọi người phát hiện ra khu nghỉ dưỡng là một "fakation", một nơi được thiết kế để trông giống một khu nghỉ dưỡng nhưng bị bao kín bởi các bức tường màn hình để bảo vệ khỏi môi trường khắc nghiệt phía bên ngoài. Hệ thống của khu nghỉ dưỡng, theo dõi tất cả các vị khách, cho thấy Benni đã ở bên ngoài khu nghỉ dưỡng, vì vậy những người còn sống sót đã quyết định ra ngoài để cứu ông ta. Từ trong xe bọc thép, cả nhóm nhìn thấy sự hoang tàn không thể ở được của hành tinh mồi côi mà họ đang ở, Orphan 55. Chiếc xe bị kẹt trong bẫy của Dreg và các Dreg bao vây lấy nó, chúng cũng giữ Benni làm con tin. Cả nhóm chạy đến một đường hầm gần đó, nhưng Dreg đã giết Hyph3n và Benni bị Kane bắn.
Trong đường hầm, Bella tiết lộ cô là con gái của Kane, người đã bỏ lại chồng con để đi xây dựng sự nghiệp là Khu nghỉ dưỡng Tranquility. Bella trốn thoát cùng Ryan thông qua một cổng dịch chuyển trong khi những người khác buộc phải tiếp tục đi dọc theo đường hầm trong khi bị các Dreg đuổi theo. Sau khi Doctor và Yaz phát hiện ra một tấm bảng rỉ sét có chữ Nga trên đó, họ suy luận rằng Orphan 55 thực ra chính là Trái Đất sau khi nó bị tàn phá bởi biến đổi khi hậu toàn cầu và chiến tranh hạt nhân trong một năm không xác định. Vilma hy sinh bản thân để cho cả nhóm có thêm thời gian trốn thoát. Đi qua một tổ Dreg, Doctor phát hiện ra Dreg chính là con người bị đột biến đã sống sót trong mùa đông hạt nhân. Kane đã ở lại để cho cả nhóm có thêm thời gian trốn thoát. Bella tiếp tục kế hoạch phá hủy khu nghỉ dưỡng vì sự tức giận với mẹ. Khi Dreg bao vây khu nghỉ dưỡng để tấn công, cả nhóm đã sửa chữa cổng dịch chuyển và sơ tán an toàn, bỏ lại Bella và Kane đang chiến đấu với Dreg. Quay trở lại TARDIS, cả nhóm tuyệt vọng về tương lai của Trái Đất. Doctor nói với họ rằng đây là một dòng thời gian khả dĩ, cô không thể hứa rằng nó sẽ không xảy ra; loài người có thể tạo ra một sự thay đổi tích cực hoặc chấp nhận số phận của họ và kết thúc giống như loài Dreg.

## Sản xuất

### Kịch bản
Kịch bản của "Orphan 55" được viết bởi Ed Hime, ông cũng là người đã viết kịch bản cho tập phim áp chót của phần trước đó, "It Takes You Away".

## Phát sóng và tiếp nhận
| Đánh giá chuyên môn             | Đánh giá chuyên môn |
| Điểm trung bình                 | Điểm trung bình     |
| Nguồn                           | Đánh giá            |
| ------------------------------- | ------------------- |
| Rotten Tomatoes (Average Score) | 5.8/10              |
| Rotten Tomatoes (Tomatometer)   | 50%                 |
| Nguồn đánh giá                  |                     |
| Nguồn                           | Đánh giá            |
| The A.V. Club                   | C+                  |
| Entertainment Weekly            | B-                  |
| Radio Times                     | [ 7 ]               |
| The Independent                 | [ 8 ]               |
| The Telegraph                   | [ 9 ]               |

### Phát sóng
"Orphan 55" được phát sóng lần đầu vào ngày 12 tháng 1 năm 2020.

### Xếp hạng
"Orphan 55" đã có 4,16 triệu lượt xem qua đêm, giúp nó trở thành chương trình được xem nhiều thứ năm trong ngày tại Vương quốc Anh. Tập phim có chỉ số Audience Appreciation Index là 77, thấp nhất kể từ "Love & Monsters" (2006) và "Sleep No More" (2015), hai tập phim nhận được điểm số lần lượt là 76 và 78.

### Tiếp nhận
Tập này giữ tỉ lệ đánh giá là 50% trên Rotten Tomatoes và có điểm trung bình là 5,8/10 qua 14 đánh giá, xếp hạng thấp nhất kể từ "Sleep No More" (2015), tập phim nhận được tỉ lệ là 61%. Các đánh giá cũng đồng thuận: "Mặc dù "Orphan 55" nhận được nhiều lời chê, nhưng trái tim của nhà hoạt động vì môi trường đã được đặt đúng chỗ".